# Chapelle Notre-Dame-de-la-Neige de La Magdeleine
La chapelle Notre-Dame-de-la-Neige est une église catholique située à La Magdeleine, dans la Vallée d'Aoste en Italie.

## Localisation
L'église se situe dans le village de Vieu, un des cinq hameaux de la commune de La Magdeleine, dans un terrain caractérisé par une inclinaison particulièrement forte.

## Historique
La chapelle est érigée en 1739 grâce à un legs laissé par Anne-Marie Vittaz Dujany.

## Architecture
La chapelle presente un plan à une seule nef. Elle est précédée d'un petit parvis délimité de murets en pierre ombragé de deux arbres auquel on accède par un escalier raide toujours en pierre.

## Mobilier
Les intérieurs sont assez austères ; parmi les rares décoration on trouve un tableau qui représente la Vierge à l'Enfant avec une sainte et saint Grat à leurs pieds.

## Galerie d'images

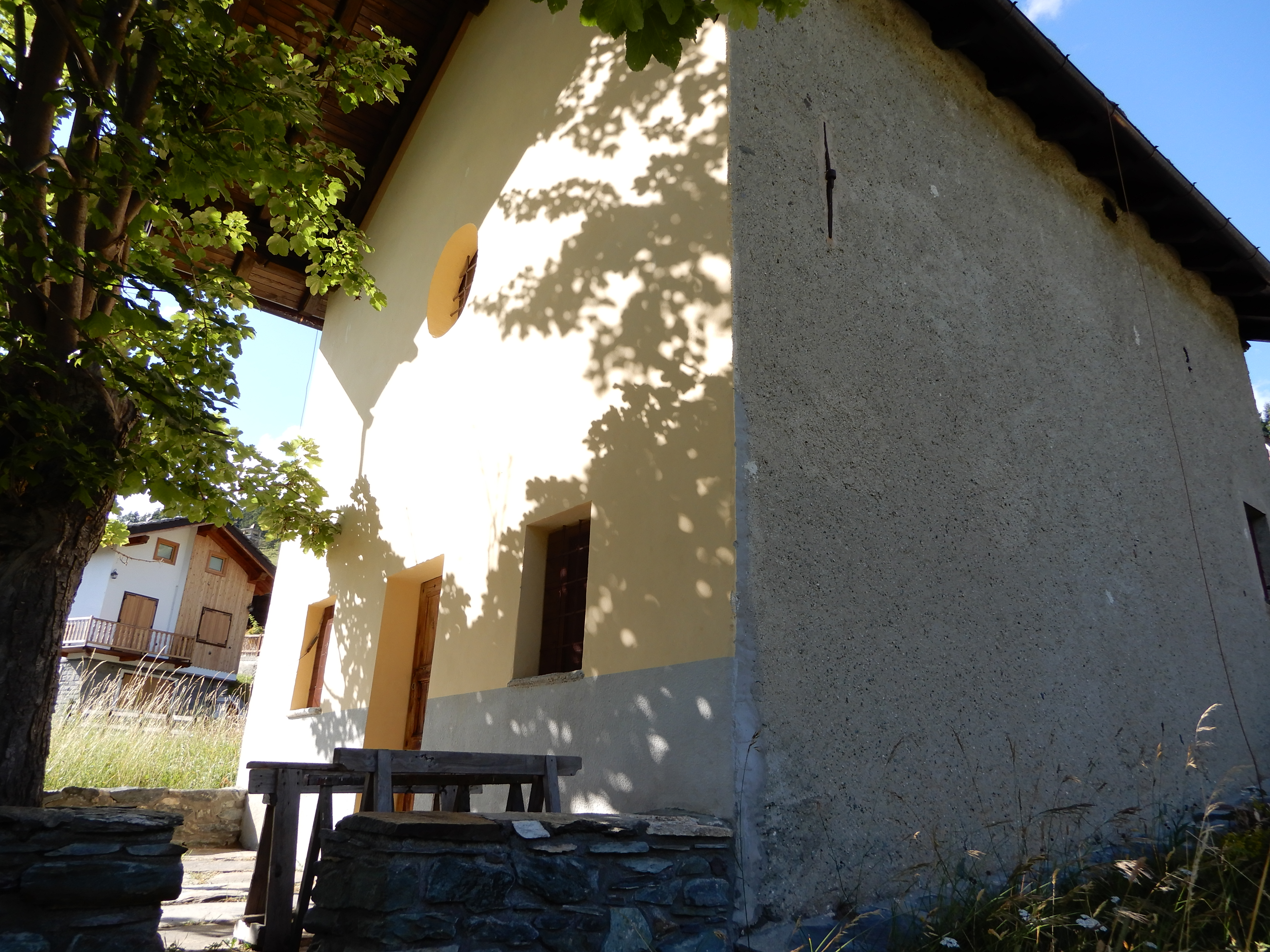
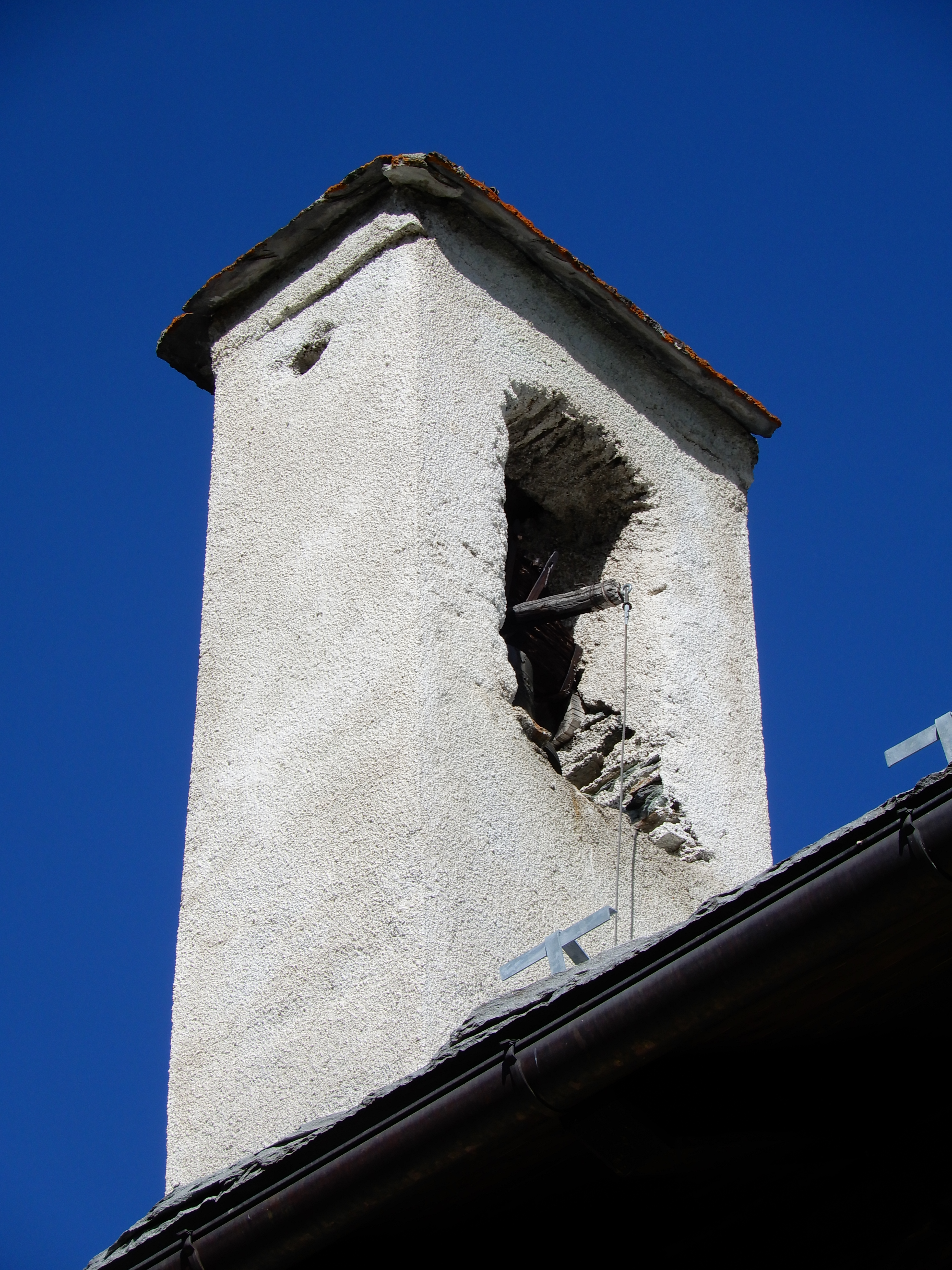
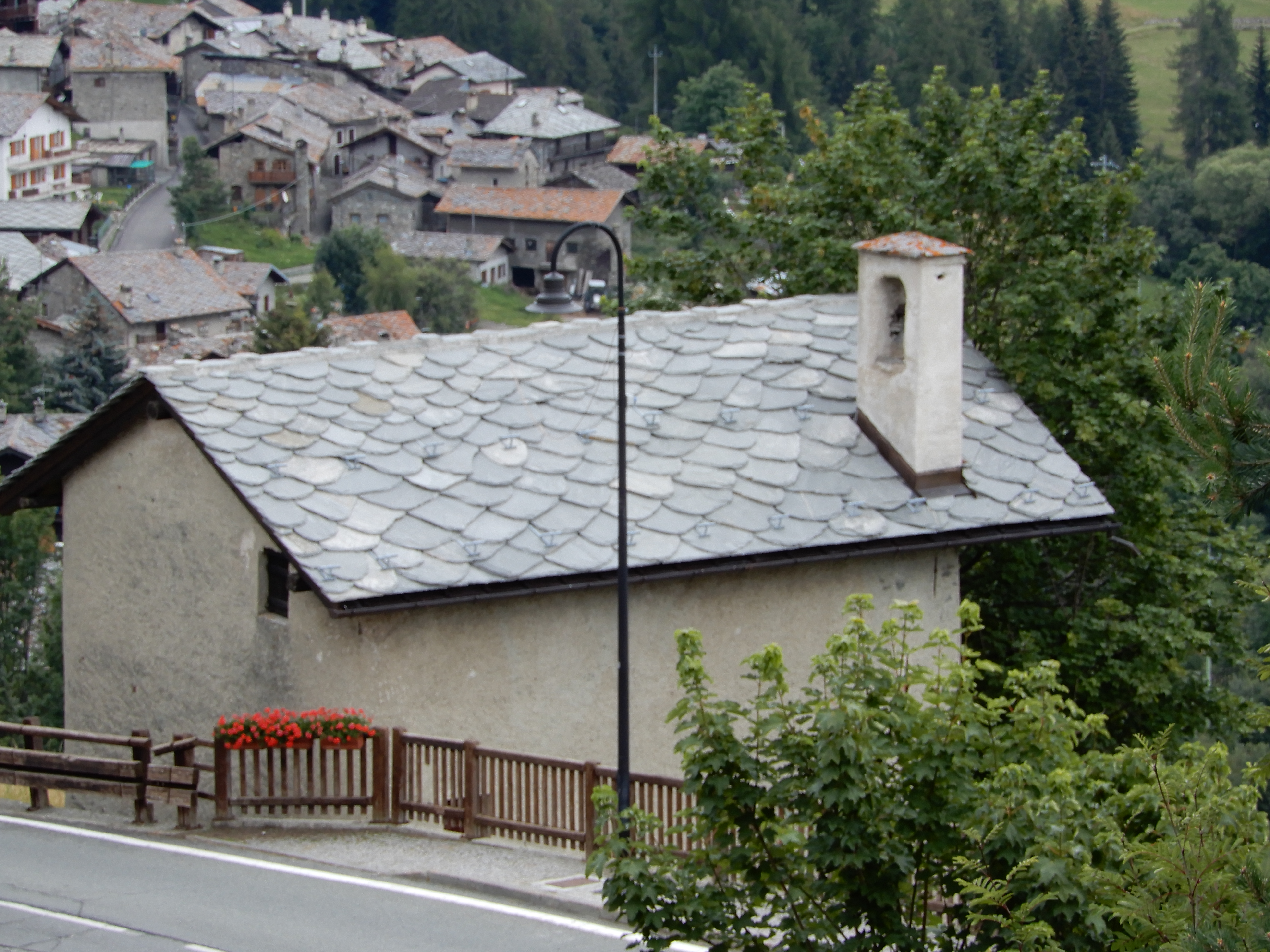